# Homodiaetus passarellii
Homodiaetus passarellii är en fiskart som först beskrevs av Miranda Ribeiro, 1944.  Homodiaetus passarellii ingår i släktet Homodiaetus och familjen Trichomycteridae. Inga underarter finns listade i Catalogue of Life.